# Pim Ligthart
Pim Ligthart (ur. 16 czerwca 1988 w Hoorn) – holenderski kolarz szosowy i torowy, zawodnik grupy UCI Professional Continental Teams Direct Énergie.

## Najważniejsze osiągnięcia

### kolarstwo torowe
2006
- 1. miejsce w mistrzostwach Holandii (wyścig punktowy)
- 1. miejsce w mistrzostwach Holandii (scratch)
- 2. miejsce w mistrzostwach Holandii (madison)

2007
- 1. miejsce w mistrzostwach Holandii (wyścig punktowy)
- 2. miejsce w mistrzostwach Holandii (scratch)
- 3. miejsce w mistrzostwach Holandii (madison)
- 1. miejsce w mistrzostwach Holandii (do lat 23, omnium)

2009
- 2. miejsce w mistrzostwach Holandii (scratch)
- 2. miejsce w mistrzostwach Holandii (madison)

### kolarstwo szosowe
2010
- 2. miejsce w Ster Elektrotoer
- 3. miejsce w La Côte Picarde

2011
- 1. miejsce w mistrzostwach Holandii (start wspólny)
- 1. miejsce w Hel van het Mergelland
- 3. miejsce w Clásica de Almería
- 5. miejsce w Belgium Tour

2012
- 3. miejsce w Tour de Wallonie

2013
- 1. miejsce na 4. etapie Ster ZLM Toer

2014
- 1. miejsce w klasyfikacji górskiej Paryż-Nicea

2019
- 1. miejsce w Ronde van Drenthe